# Iavce, Rohatîn
Iavce (în ucraineană Явче) este localitatea de reședință a comunei Iavce din raionul Rohatîn, regiunea Ivano-Frankivsk, Ucraina.

## Demografie
Componența lingvistică a localității Iavce
     Ucraineană (100%)
Conform recensământului din 2001, toată populația localității Iavce era vorbitoare de ucraineană (100%).